# .bg
.bg es el dominio de nivel superior geográfico (ccTLD) para Bulgaria.